# Convair X-12
Convair X-12 або SM-65B Atlas — американська ракета-носій сімейства Atlas, прототип міжконтинентальної балістичної ракети SM-65 Atlas. Всього було виконано десять пусків. Дев'ять з них суборбітальні за програмою випробувань бойової ракети SM-65 Atlas (п'ять з них — успішні). В ході одного (сьомого за рахунком) запуску, 18 грудня 1958, був запущений супутник SCORE.

## Запуски
| №  | Дата запуску      | Серійний номер | Примітки                                                                   |
| -- | ----------------- | -------------- | -------------------------------------------------------------------------- |
| 1  | 19 липня 1958     | 3B             | Суборбітальний політ, висота — 10 км. Запуск визнаний «дещо успішним»      |
| 2  | 2 серпня 1958     | 4B             | Суборбітальний політ, висота — 900 км. Запуск визнаний «повністю успішним» |
| 3  | 29 серпня 1958    | 5B             | Суборбітальний політ, висота — 900 км.                                     |
| 4  | 14 вересня 1958   | 8B             | Суборбітальний політ, висота — 900 км.                                     |
| 5  | 18 вересня 1958   | 6B             | Суборбітальний політ, висота — 100 км.                                     |
| 6  | 18 листопада 1958 | 9B             | Суборбітальний політ, висота— 800 км.                                      |
| 7  | 29 листопада 1958 | 12B            | Суборбітальний політ, висота — 900 км.                                     |
| 8  | 18 грудня 1958    | 10B            | Перше виведення супутника вагою 3980 кг на орбіту. NSSDC ID 1958-006A      |
| 9  | 16 січня 1959     | 13B            | Суборбітальний політ, висота — 100 км.                                     |
| 10 | 4 лютого 1959     | 11B            | Суборбітальний політ, висота — 990 км.                                     |